# Lecrín
Lecrín est une commune de la province de Grenade, dans la communauté autonome d'Andalousie, en Espagne.

## Géographie

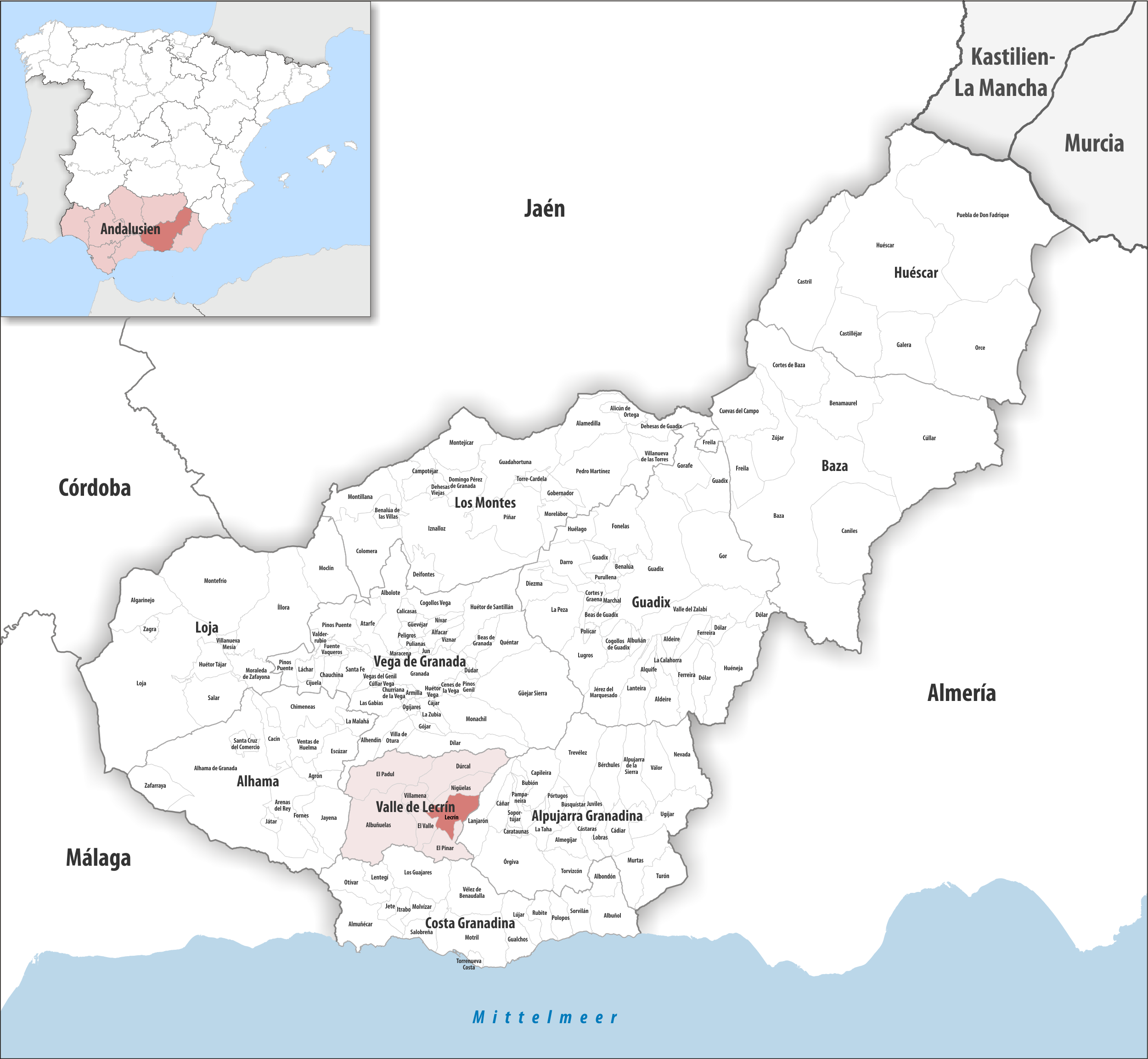
Lecrín dans la comarque Vallée de Lecrín, province de Grenade / en Andalousie

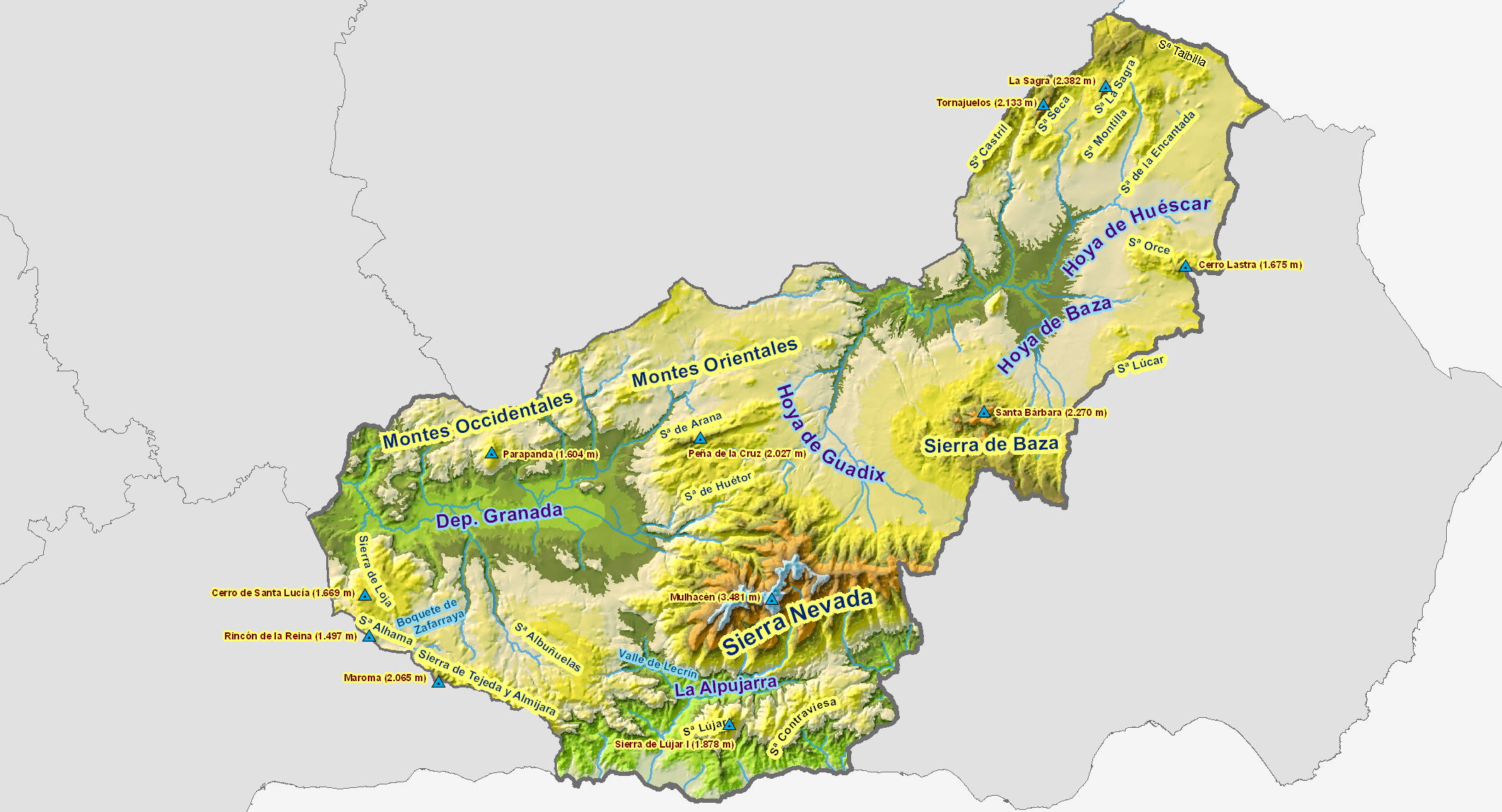
Schéma des montagnes de la province de Grenade, montrant la vallée de Lecrín

### Localisation
La commune de Lecrín se trouve dans le sud de l'Espagne, dans l'est de la région d'Andalousie, dans la partie sud de la province de Grenade et en bordure est de la comarque Vallée de Lecrín.
Grenade est à 35 km nord ;
Motril, le port le plus proche, à 32 km sud ;
Madrid à 450 km nord ;
Gibraltar à 255 km ouest-sud-ouest (distances par route).

### Hydrographie
La commune est bordée au sud par l'Izbor, qui est le nom du Dúrcal en aval de la confluence de son affluent l'Albuñuelas. L'Izbor est un affluent du fleuve Guadalfeo. Son cours est orienté à peu près nord-ouest / sud-est. En 1935 la construction d'un barrage a commencé sur son cours ; le barrage est principalement sur Lecrín, sauf pour sa pointe ouest qui est sur El Pinar. Le réservoir de Béznar (es) ainsi créé est partagé entre les communes de Lecrín, El Pinar (rive sud) et El Valle (partie amont du réservoir).
Le Tablate commence dans le nord de la commune, en rassemblant quelques ruisseaux de la sierra Nevada (eux aussi sur la commune). Il coule vers le sud et marque une bonne partie de la limite de commune à l'est avec El Pinar. Arrivé à moins de 500 m à l'est du réservoir de Béznar (es), le Tablate conflue en rive gauche de l'Izbor qui, lui, vient de sortir du réservoir. 

Dans la section de son parcours commune à Lecrin et à El Pinar, noter le trio de ponts (chacun partagé entre Lecrin du côté ouest et El Pinar du côté est) avec l'ancien pont nazari (es) du début du XVIe siècle classé "bien d'intérêt culturel" (bien de interés cultural), le pont de la N-323a et le plus récent pont de la A-348. À cet endoit, le Tablate a creusé une gorge profonde avec des parois quasi verticales,.

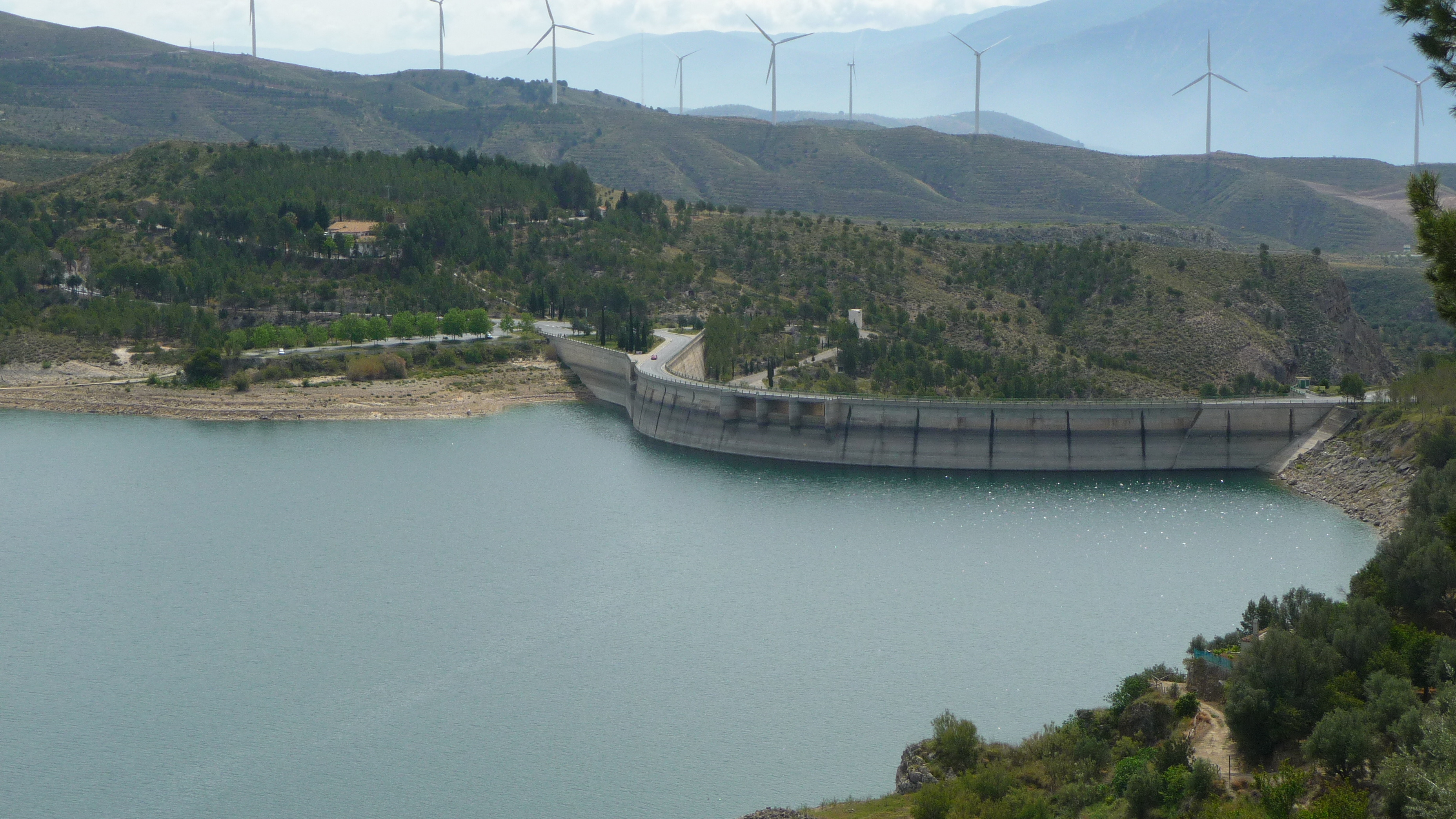
Barrage du réservoir de Béznar (es), principalement sur Lecrín ; les éoliennes sont sur El Pinar et Lanjarón
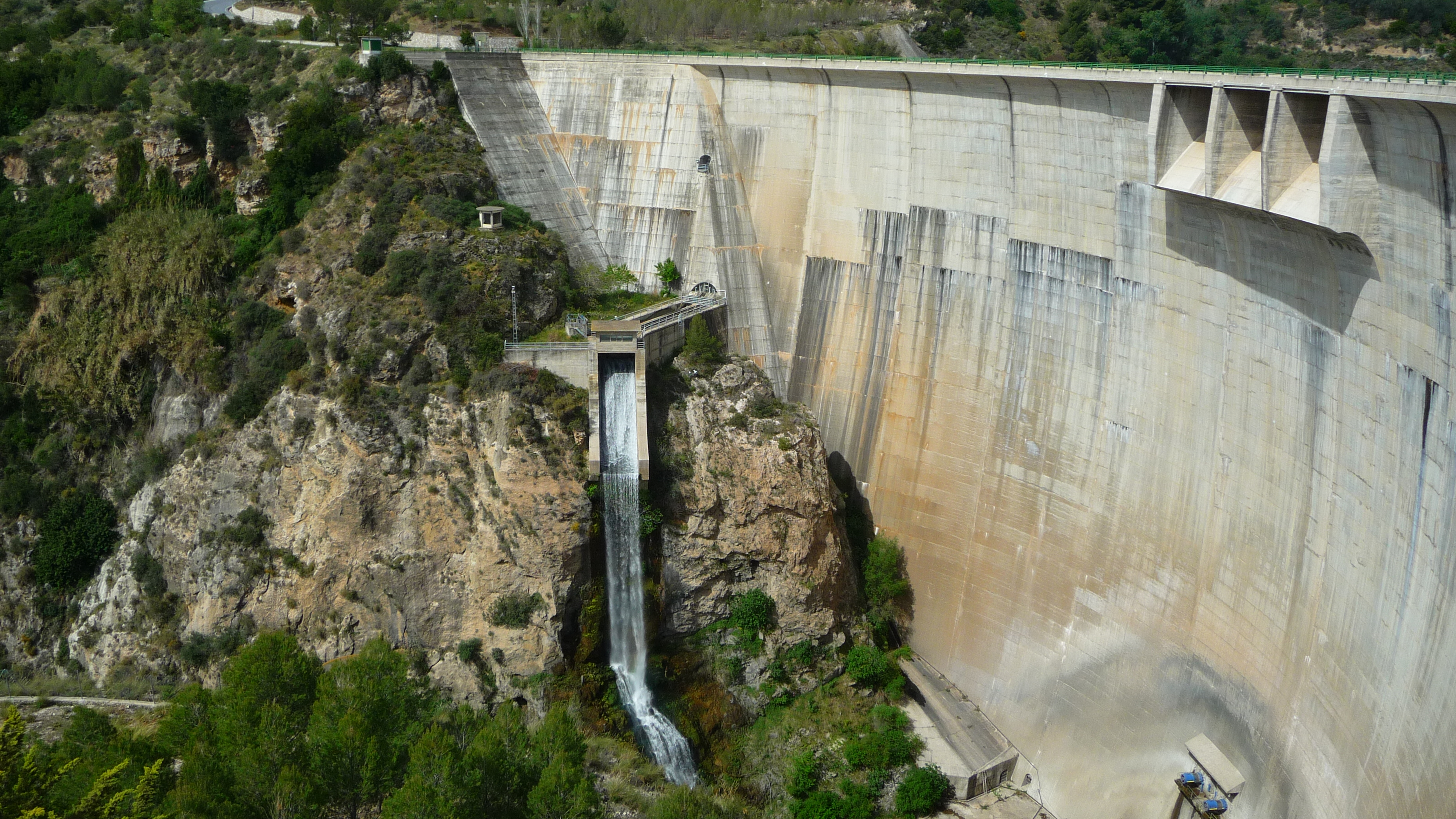
Photo montrant la partie du barrage côté ouest, sur El Pinar. Les déversoirs près du sommet sont sur Lecrín, la chute d'eau au centre est sur El Pinar
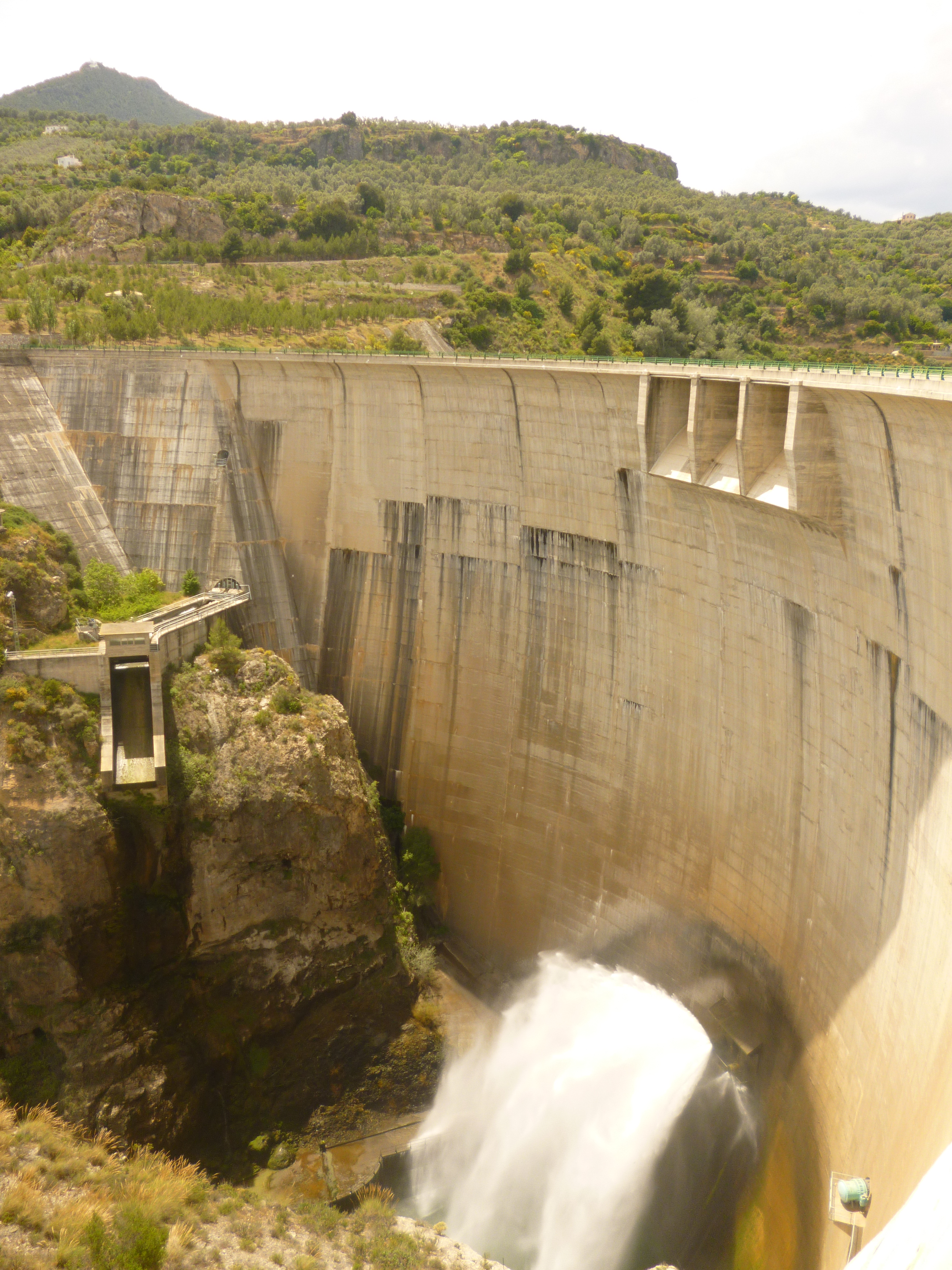
Même vue, avec l'évacuation principale (sur Lecrín) ouverte
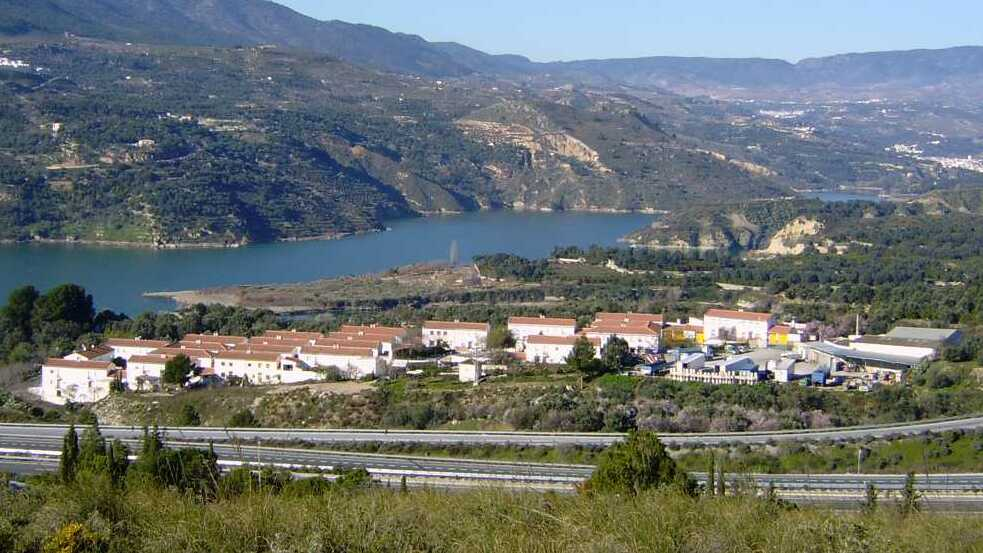
Peloteos (es)

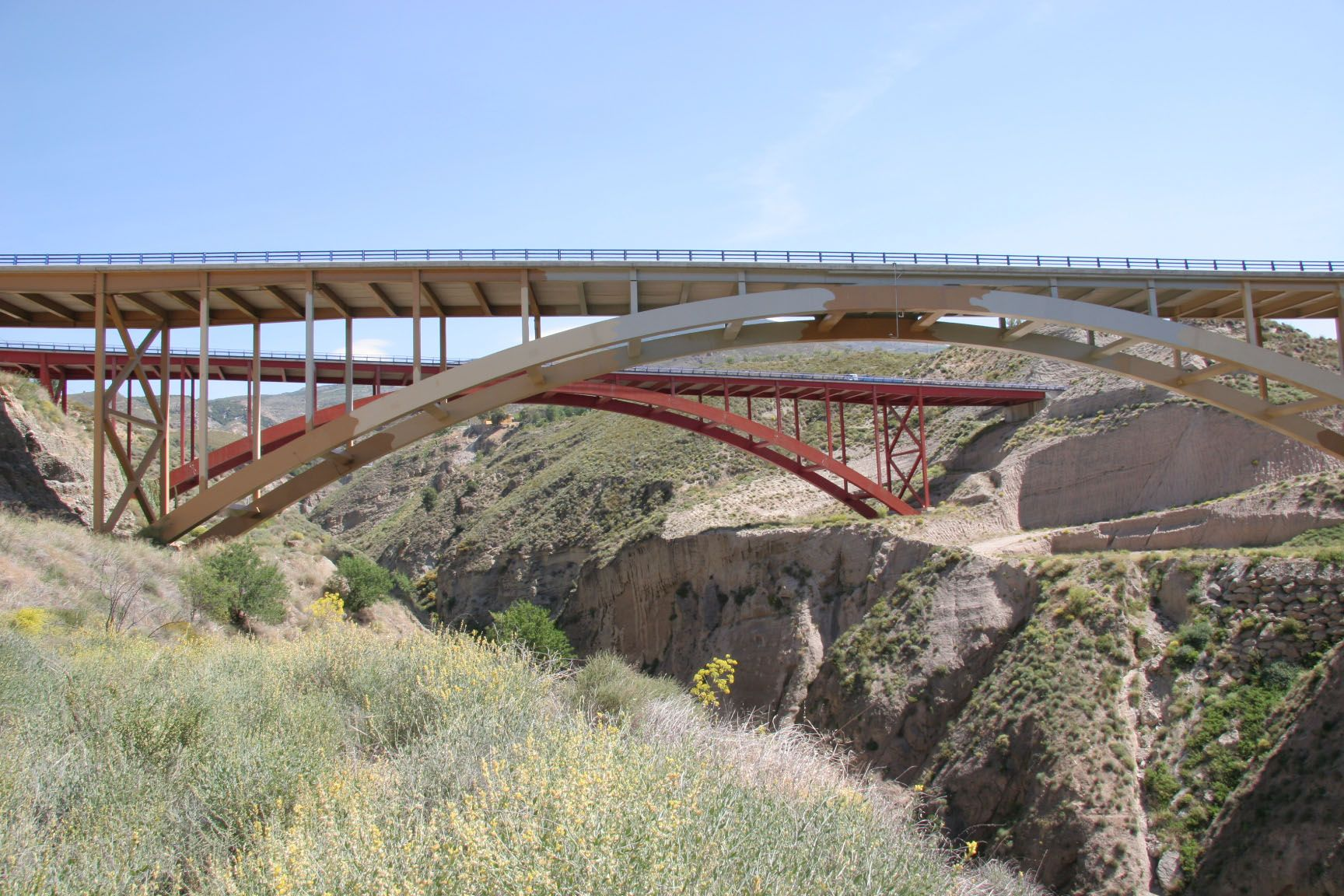
Ponts jumeaux de l'A-44 sur le Tablate près du réservoir de Béznar (es)
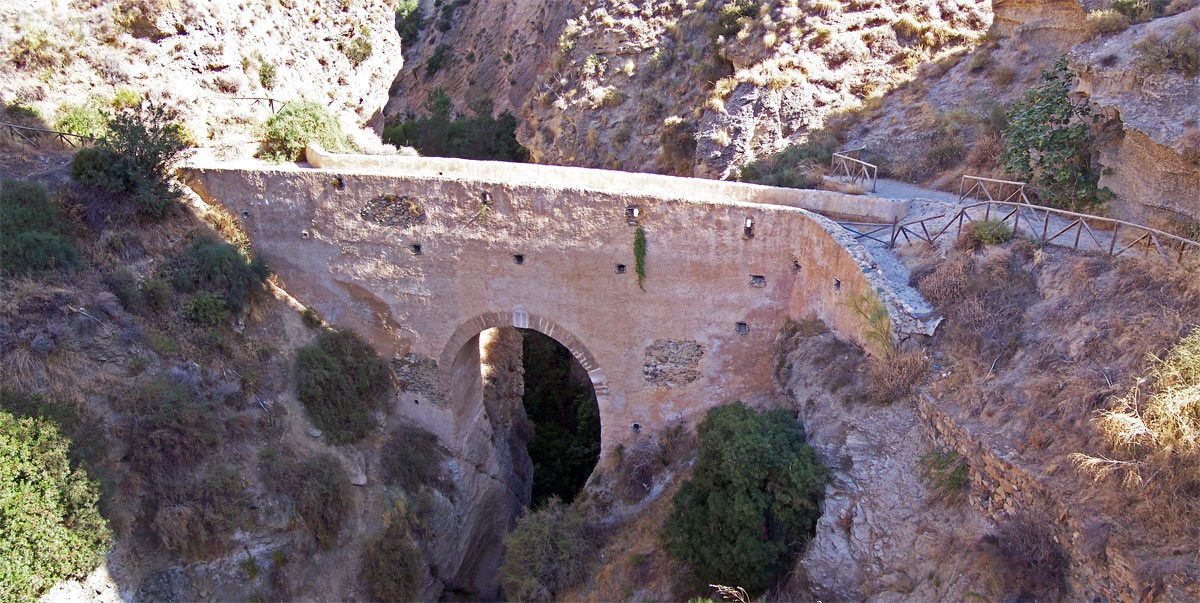
Pont nazari sur le Tablate
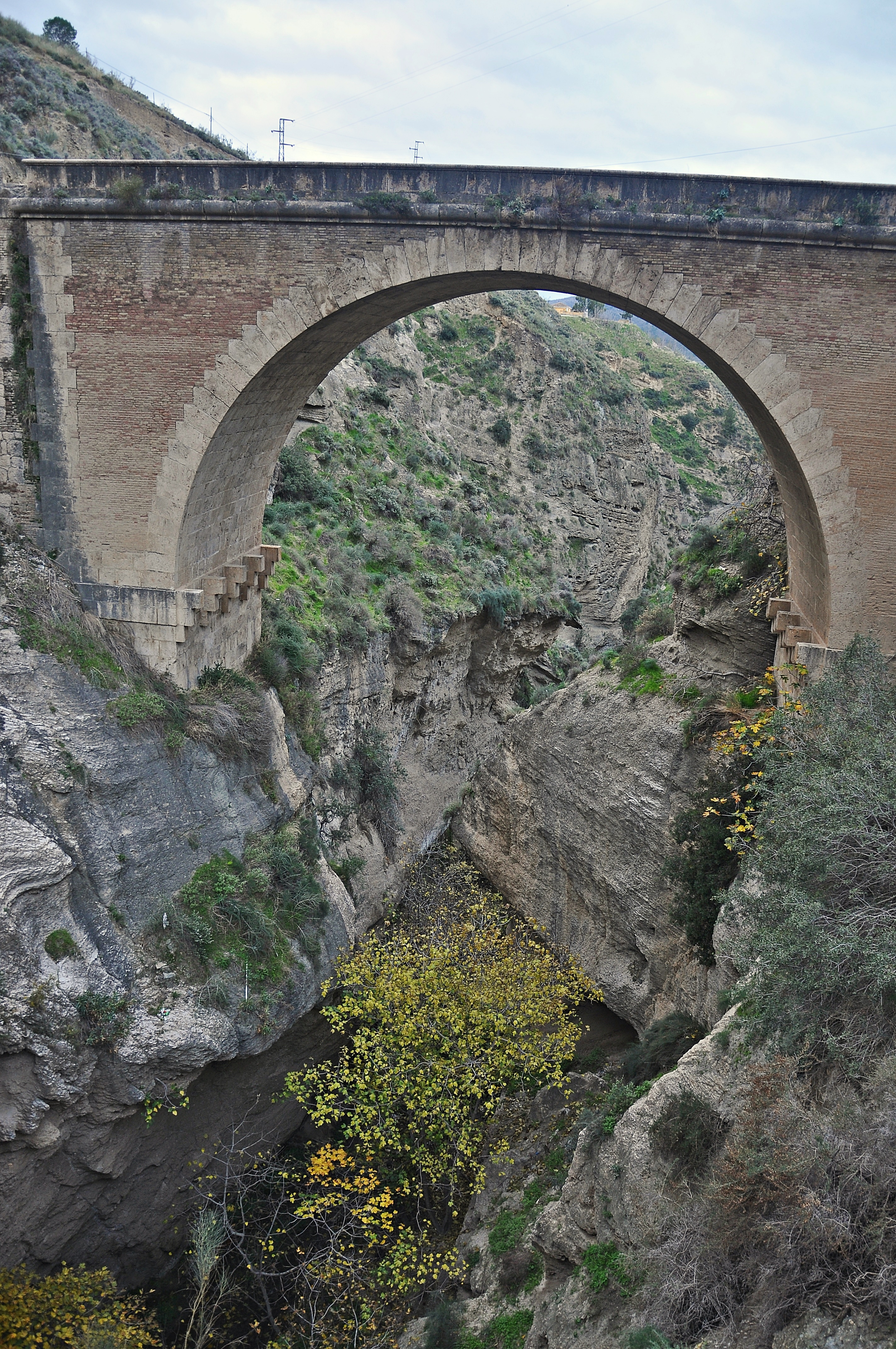
Deuxième des trois ponts sur le Tablate

### Généralités
Les villages de la commune sont Mondújar (es) (chef-lieu de commune), 
Acequias (es), 
Chite (es), 
Murchas (es), 
Talará (es),
Béznar (es) et 
Peloteos (es).
La commune se trouve dans la vallée de Lecrín, qui n'est pas seulement une comarque mais aussi une région géographique et même une région géologique : c'est une fosse tectonique sur le versant sud-ouest de la sierra Nevada. C'est aussi un passage naturel entre la vallée de Grenade, l'Alpujarra et la côte méditerranéenne.

## Histoire

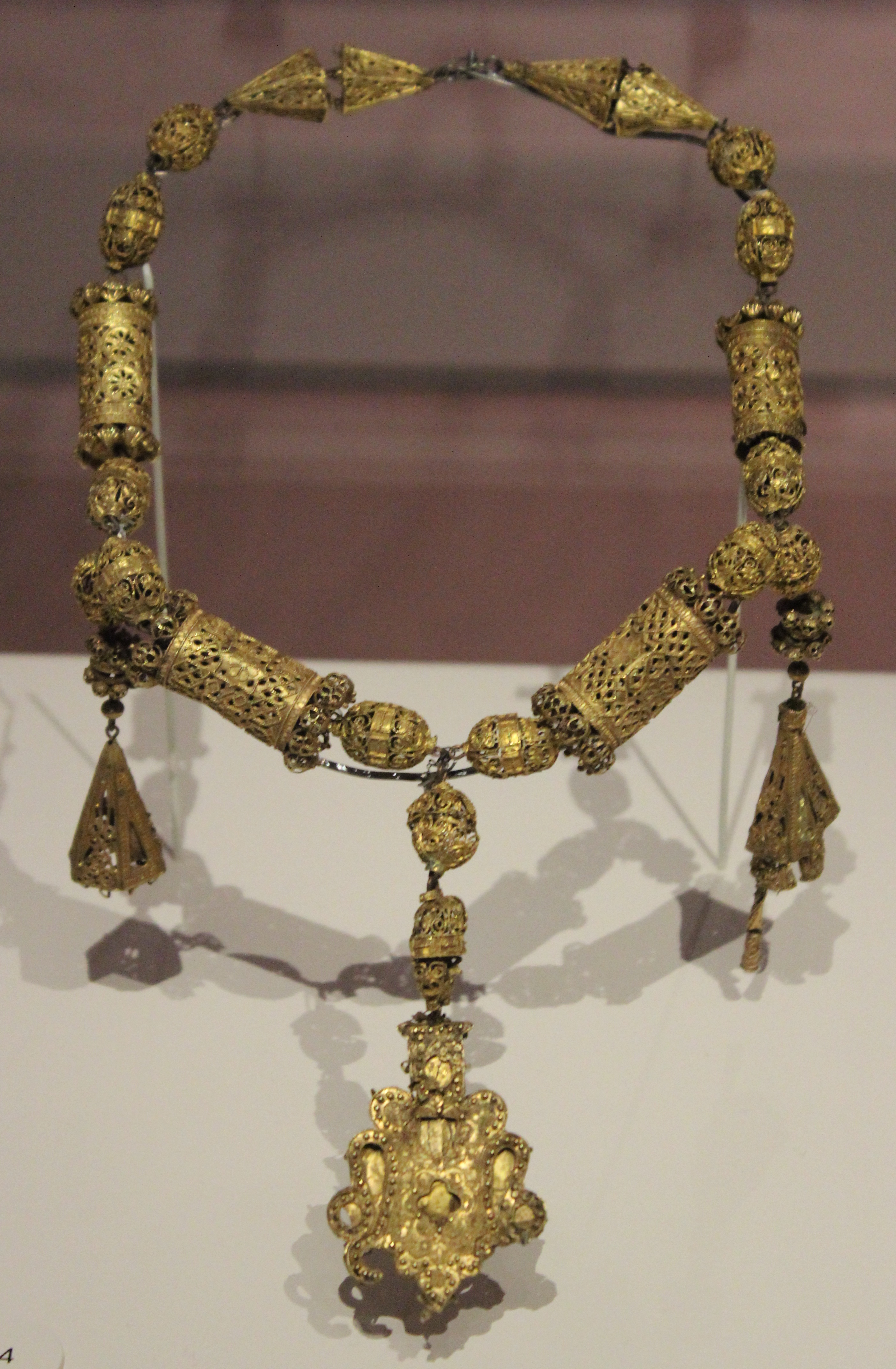
Le collier du trésor de. M.A.N.

Tablate, son ruisseau et ses ponts
Tablate (es) est un village désaffecté au bord de la A-348 (côté sud), à un peu moins de 2 km à l'est-sud-est de Béznar ; son dernier habitant y vivait dans les années 1990.
Mais il a eu dans le passé une très grande importance stratégique : son pont sur le cours d'eau du Tablate était le point de passage obligé du chemin royal reliant Grenade et sa plaine à l'Alpujarra, 
– ce chemin a été presque entièrement détruit lors de la création de la N-323.
Mais il est possible qu'un poste de garde ait été installé là et qu'il ait été à l'origine de la fondation du village, dont les structures les plus anciennes connues datent de l'époque maure. Il reste une tour de guet en bon état de conservation rattachée à la ferme maure, un réseau d'irrigation…

Le pont a été le cadre – et l'enjeu – de nombreux affrontements entre chrétiens et maures et a été détruit plusieurs fois, par l'un ou l'autre parti. Sa première construction remonte au Moyen Âge. Il a été reconstruit en 1501 et en 1569, en réutilisant des restes de caissons en pisé des phases précédentes. Au XVIIIe siècle il est rehaussé deux fois, pour finalement avoir sa configuration actuelle.
Au XIXe siècle un autre pont est construit juste à côté du premier pont, pour la route N-323A. Ce deuxième pont passe à côté de la petite chapelle de la Vierge des Douleurs (Virgen de las Angustias) construite en 1862. Puis, en 2000-2001 la route A-348 mène à la construction d'un troisième pont plus élevé que les deux précédents, avec une longueur de 115 m et suspendu par un double arc. Les ponts sont tous les trois en usage, mais le pont maure est piétonnier de nos jours.
L'église de Saint-Jacques (Santiago), assez bien conservée jusqu'ici (en 2024) mais partant en ruines comme le reste du village, a été construite entre 1561 et 1563, avec un caisson et une armature de menuiserie mudéjar. Le clocher date du milieu du XVIIIe siècle ; il es semblable à de nombreux autres clochers du XVIe siècle dans les environs, et il est très possible que l'église ait été construite sur l'ancienne mosquée de la ferme,.
Le trésor nasride de Mondújar
Il consiste en un collier en filigrane d'or (photo ci-contre), la pièce maîtresse ; et de plusieurs bracelets en argent. Il a été trouvé à Mondújar (es). Le Musée archéologique national a acheté le collier en or, et peut-être les autres pièces qui l'accompagnent, à Juan Ignacio Miró le 8 novembre 1869,,.
Création de la commune
En 1967, les communes de Acequias (es), Chite (es), Mondújar (es), Murchas (es) et Talará (es) fusionnent pour créer la commune de Lecrín. En 1973 Béznar (es) les rejoint avec son hameau de Peloteos (es).
Création du réservoir et Peloteos
Peloteos, au bord du réservoir de Béznar, a été construit en même temps que ledit réservoir pour héberger les habitants du hameau Barrio Bajo de Béznar, noyé par le réservoir. Quarante-quatre maisons sont disposées le long de deux rues en pente, avec une place centrale.

## Administration
| Période                                  | Période | Identité | Étiquette | Qualité |
| ---------------------------------------- | ------- | -------- | --------- | ------- |
| N/A                                      | N/A     | N/A      | N/A       | Maire   |
| Les données manquantes sont à compléter. |         |          |           |         |